# Drypetes kwangtungensis
Drypetes kwangtungensis là một loài thực vật có hoa trong họ Putranjivaceae. Loài này được F.W.Xing, X.S.Qin & H.F.Chen mô tả khoa học đầu tiên năm 2007.